# Chilotomina moroderi
Chilotomina moroderi es un coleóptero de la familia Chrysomelidae.
Fue descrita científicamente en 1928 por Escalera.